# 2011年巴林大獎賽
2011年巴林大獎賽（英語：2011 Bahrain Grand Prix）官方名稱為2011年一級方程式海灣航空巴林大獎賽（英語：2011 Formula 1 Gulf Air Bahrain Grand Prix），是原定為2011年世界一級方程式錦標賽的首輪賽事。計畫在2011年3月13日舉辦於巴林薩基爾巴林國際賽道，不過因為巴林反政府示威而推遲至2011年2月21日。之後又在6月3日宣布這場比賽將推延至10月30日舉辦，將是2011年賽季20場比賽中的第17站。大獎賽的主辦單位在比賽是否該恢復的爭議之下，放棄了在2011年舉辦賽事。

## 延期
2011年2月14日，橫跨北非和中東的一系列抗議活動，在巴林爆發了內亂。由於動亂所致，原應參加巴林GP2亞洲系列賽練習賽的醫護人員被調到位於麥納瑪的醫院，迫使週四的練習賽被取消。當日稍晚，在當地的賽車聯盟的要求下，宣布了整個周末的比賽將會取消。
巴林國際賽道首席執行官，同時也是巴林儲君的薩勒曼·本·哈麥德·本·伊薩·阿勒哈利法王子表示會盡可能地讓比賽順利進行。一級方程式管理兼一級方程式行政總裁伯尼·埃克萊斯頓表示他希望與阿勒哈利法的會談，能夠減輕他對比賽可能被取消的恐懼。巴林人權中心副總裁納比勒·拉傑卜說道，要迅速結束抗議行動將會是非常困難的事。埃克萊斯頓指出該場賽事的決定將在2月23日提出，並且表示如果情況到那時並沒有穩定下來，比賽很有可能會取消。然而又引述了示威者的話，指出王儲願意與抗議者對談的「唯一原因」是為了讓比賽順利舉行。
2011年2月21日宣布比賽由於持續的抗議活動已被延期，而本屆錦標賽的開幕站改在澳大利亞。主辦單位也在之後表明他們將在5月1日前決定是否要將延期。巴林賽事官員在5月2日發表一份聲明，表示他們希望重新安排該場大獎賽。

## 臨時恢復與取消

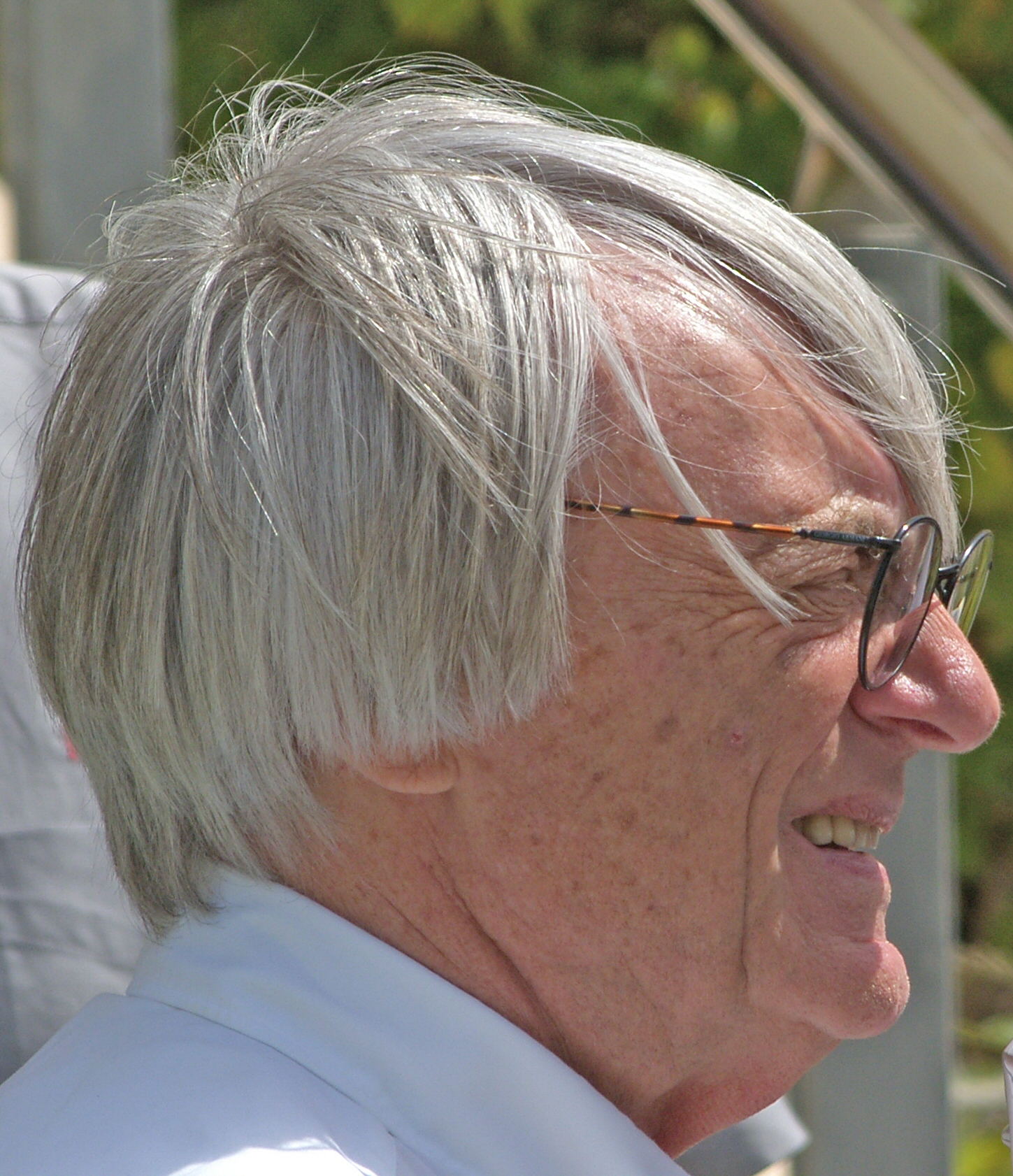
伯尼·埃克萊斯頓於2006年巴林大獎賽

2011年5月2日，伯尼·埃克萊斯頓將最後期限延至6月3日。《Autosport》晚些報導指出，國際汽車聯盟正在探討將印度大獎賽延至賽季最後一站的可能性，並暫訂於12月4日，且期望巴林大獎賽能夠舉辦於印度大獎賽的原始日期——10月30日。
在6月3日的一場賽車運動理事會會議中，國際汽車聯盟成員一致投票決定在賽曆暫定的10月30日恢復巴林大獎賽。而這個決定卻富有爭議，梅賽德斯車隊領隊羅斯·布朗宣稱12月壓軸是不可接受的，同時人權關注團體和激進主義分子批評國際汽車聯盟不顧該國目前的政治動亂，仍要恢復比賽。紅牛車隊車手馬克·韋伯表示他也擔憂人權狀況，並指出他也希望這項運動在這件事情上已經採取了更堅定的立場。一些車手也表示他們願意在他們的安全可以受到保證的情形下比賽，且報導指出廣泛的抗議計畫在比賽當日舉行。為了應對這一點，國際汽車聯盟主席尚·陶德承諾這項運動的管理機構將密切關注巴林局勢，使盡可能的在該國情勢惡化前取消比賽，然而商業權持有者伯尼·埃克萊斯頓要求舉行第二次投票，恢復印度大獎賽至最初的10月，並將巴林大獎賽移至12月的季末壓軸。根據前國際汽車聯盟主席馬克斯·莫斯利指出，比賽的重新安排需要車隊一致同意。並曾有報導指出一級方程式車隊協會（FOTA）以物流為由，反對將比賽重新舉辦於10月30日，但願意商討將比賽暫定於賽末。伯尼·埃克萊斯頓在6月8日表示他認為這場比賽將不會舉行，因為國際汽車聯盟已經忽視了賽事規章第66條的「比賽的舉行在沒有所有參賽者的同意之下，錦標賽的安排並不能再作修正。」國際汽車聯盟在被一級方程式車隊協會告知於10月30日舉辦巴林大獎賽是「不切實際的」後，要求埃克萊斯頓遞交一份全新的賽曆方案。
在賽車運動理事會投票決定比賽是否重返賽曆的一個禮拜後，巴林大獎賽的主辦單位正式放棄他們重返賽曆的企圖。